# Бура Ольга Анатоліївна
О́льга Анато́ліївна Бу́ра (нар. 27 травня 1977, Тетіїв, Київська область — пом. 29 травня 2004, Київ) — українська телеведуча та модель.

## Біографія
Народилася 27 травня 1977 року в місті Тетієві на Київщині, була другою дитиною в родині. 
У дитинстві закінчила музичну школу по класу бандури. Згодом закінчила Київський автодорожній інститут за фахом економіка. 3 2002 року навчалася на заочному відділенні Інституту журналістики Київського державного університету.
Влітку 2003 року вийшла заміж за адвоката Сергія Власенка.
29 травня 2004 року дорогою додому з Сум трагічно загинула в автокатастрофі з вини водія на Харківській площі у Києві.
Похована в Тетієві 30 травня 2004 року.

## Кар'єра

### Телебачення
Під час навчання в інституті Бура працювала також моделлю. Потрапивши на телебачення, працювала ведучою на трьох телеканалах:
- На «Першому національному телеканалі». Вела програму «Щасливий дзвінок». Після закриття проєкту два з половиною роки вела «Погоду».
- У 2002 році Бура на запрошення продюсера Олександра Богуцького прийшла на ICTV. Півроку готувала власне шоу «Коронна страва», яке вела кілька років.
- На «Інтері» вела ранкову програму «Новий день». Ще рік вела різні концерти, паралельно вивчаючи англійську і навчаючись на заочному відділенні Інституту журналістики.[2]

### Реклама та конкурси краси
Під час навчання в інституті Бура перемогла у локальному конкурсі краси з титулом «Студентська красуня».
2001 року отримала премію «Чорна перлина» у сфері моди та реклами, перемогла у конкурсі «Найкраща модель-телеведуча».
У 2000-х роках Ольга Бура виступала обличчям рекламних кампаній ряду фірм та товарів:
- «Якобс Монарх».[4]

## Пам'ять
- «Фільм про Олю» (ICTV, 2004)[5]